# Hyacinthe-Marcelin Borel du Bez
Pour les articles homonymes, voir Borel.
Hyacinthe Marcellin Borel du Bez est élu en 1792 à la Convention pour représenter le Briançonnais. Il y vote contre la mort du roi Louis XVI et plus exactement pour « la détention, le bannissement à la paix ». Son vote était motivé par sa profonde opposition à la peine de mort.

## Biographie
Hyacinthe Marcellin Borel est issu d'une vieille famille du village du Bez dans les Hautes-Alpes (situé actuellement dans la commune de La Salle-les-Alpes) arrivée au début du XIIe siècle. Fils de Marcellin Borel du Bez et de Marie Thérèse Gravier, il est né le 16 août 1756 à La Salle-les-Alpes et décédé le 1er mai 1796 à Paris. Marié le 1er juillet 1778 à La Salle-les-Alpes avec Marguerite Charlotte Gravier il aura cinq enfants : Marie Catherine Marcelline, Marie Clotilde, Thérèse, Zéphyrin et Hyacinthe Borel.
- Représentant des Hautes-Alpes (Plaine)
- Il agit dans l'Ain, la Loire, la Saône-et-Loire et l'Isère, par décret du 28 pluviôse an III (16 février 1795)
- Il reçoit du Comité des inspecteurs de la salle 10 000 livres pour frais de mission le 5 ventôse an III (23 février 1795).
- Il agit aussi dans le Rhône avec Hyacinthe Richaud.
- En théorie rappelé par décret du 4 messidor an III (22 juin 1795). Le 9 messidor an III (27 juin 1795), il écrit de Briançon qu'il n'est pas encore rentré à Paris, bien que sa mission soit achevée, pour raison de santé.

## Essais
- Opinion sur la régénération des mœurs. Paris, Imprimerie de Dufart, an II.

Hyacinthe Marcellin Borel s'en prend au célibat, pour lui cause principale de l'immoralité : « Aucun célibataire ne pourra exercer des fonctions publiques ».